# Mars 2016
Le mois de mars 2016 est le 3e mois de l'année 2016.

## Événements
- 2 mars : séisme à Sumatra en Indonésie.
- 3 au 24 mars : les Néo-Zélandais décident lors du 2e tour du référendum de conserver leur drapeau national actuel, qui inclut l'Union Jack britannique.
- 4 mars :
  - le Parti pour la protection des droits de l'homme, du Premier ministre Sailele Malielegaoi, remporte les élections législatives aux Samoa ;
  - un attentat contre un hôpital catholique d'Aden (Yémen) fait seize morts dont quatre sœurs Missionnaires de la Charité et onze employés ; un prêtre salésien est également porté disparu[1].
- 5 mars :
  - élections législatives en Slovaquie ;
  - John Longworth est suspendu de la présidence de la Chambre de commerce britannique pour avoir violé la neutralité de l’institution à propos du débat sur le retrait du Royaume-Uni de l'Union européenne en se prononçant pour le « Brexit ».
- 6 mars : élection présidentielle au Bénin (1er tour).
- 7 mars :
  - en Tunisie, la ville de Ben Gardane est attaquée par l'État islamique ;
  - des astronomes annoncent la découverte de GN-z11, la plus lointaine galaxie connue de notre Univers.
- 9 mars : 
  - éclipse solaire totale visible en Indonésie et dans le Pacifique ;
  - Taaneti Mwamwau remporte l'élection présidentielle aux Kiribati ;
  - au Portugal, Marcelo Rebelo de Sousa est investi président de la République ; il succède au conservateur Aníbal Cavaco Silva pour un mandat de cinq ans.
- 10 mars :
  - l'Harmony of the Seas, plus grand paquebot du monde, part faire ses premiers essais en mer ;
  - fin de l’exercice militaire Tonnerre du Nord en Arabie saoudite avec la participation de 20 pays membres de l’Alliance militaire islamique.
- 13 mars :
  - en Allemagne, élections régionales dans le Bade-Wurtemberg, en Rhénanie-Palatinat et en Saxe-Anhalt, qui voient une progression notable du parti nationaliste et eurosceptique Alternative pour l'Allemagne (AfD) dans un contexte de crise migratoire.
  - un attentat a lieu à Grand-Bassam en Côte d'Ivoire ;
  - attentat à Ankara en Turquie.
- 15 mars :
  - Htin Kyaw est élu démocratiquement Président de la Birmanie ;
  - Opération policière du 15 mars 2016 à Forest en Belgique.
- 17 mars : des messages en français, anglais, brésilien et espagnol sont diffusés durant deux semaines sur RFI pour la mobilisation contre l'infection à virus Zika[2].
- 18 mars :
  - signature de l'accord sur l'immigration entre la Turquie et l'Union européenne ;
  - Salah Abdeslam est arrêté lors d'une opération policière à Molenbeek-Saint-Jean en Belgique.
- 19 mars :
  - un attentat-suicide à la bombe est perpétré sur l'avenue İstiklal à Istanbul faisant 4 morts et 36 blessés ;
  - le vol 981 Flydubai reliant Dubaï à Rostov-sur-le-Don en Russie s'écrase lors d'une tentative d'atterrissage, tuant les 62 personnes présentes à bord.
- 20 mars :
  - Patrice Talon remporte le second tour de l'élection présidentielle au Bénin ;
  - élections législatives au Cap-Vert ;
  - élection présidentielle en République du Congo, Denis Sassou-Nguesso est réélu ;
  - élections législatives au Kazakhstan ;
  - élections législatives au Laos ;
  - élection présidentielle au Niger (2e tour), Mahamadou Issoufou est réélu ;
  - référendum constitutionnel au Sénégal.
- 20 au 22 mars : visite historique de Barack Obama à Cuba. Il s'agit de la première visite officielle d'un président américain depuis 88 ans, la dernière ayant été celle de Calvin Coolidge en 1928.
- 22 mars : des attentats terroristes sont perpétrés à Bruxelles visant le métro et l'aéroport international, revendiqués par l'État islamique.
- 24 mars : Radovan Karadžić, reconnu coupable du génocide de Srebrenica, est condamné à 40 ans de prison par le Tribunal pénal international pour l'ex-Yougoslavie.
- 25 mars : attentat terroriste à Al-Asriya (Irak).
- 25 mars au 10 avril : ostension exceptionnelle de la tunique d'Argenteuil en raison de la conjonction de trois événements : les 50 ans du diocèse de Pontoise, les 150 ans de la basilique et l'année sainte de la Miséricorde.
- 27 mars :
  - un attentat terroriste revendiqué par Jamaat-ul-Ahrar est perpétré contre la communauté chrétienne de Lahore au Pakistan ;
  - les forces du régime syrien, de l’Iran, de la Russie et les milices chiites reprennent Palmyre à l’État islamique.
- 31 mars :
  - 2e tour des élections législatives en Centrafrique ;
  - début du mouvement Nuit debout, à Paris.

## Climat
C'est le mois le plus chaud à avoir été enregistré dans le monde.